# Ezi Magbegor
Eziyoda „Ezi“ Magbegor (* 13. August 1999 in Wellington, Neuseeland) ist eine australische Basketballspielerin. Sie spielt seit 2020 in der Women’s National Basketball Association (WNBA) für die Seattle Storm.

## Karriere
Ezi Magbegor wurde beim WNBA Draft 2019 an 12. Stelle von den Seattle Storm ausgewählt, für die sie seit 2020 in der nordamerikanischen Basketballprofiliga der Damen spielt. In der Saison 2020 konnte sie mit den Seattle Storm die Meisterschaft und in der darauf folgenden Saison 2021 den Commissioner's Cup gewinnen.
Im Laufe ihrer bisherigen WNBA-Karriere erhielt Magbegor unter anderem die folgenden Auszeichnungen:
- WNBA All-Star 2023
- WNBA-All-Defensive First Team 2024
- WNBA-All-Defensive Second Team 2022, 2023

Sie gewann außerdem mit der australischen Nationalmannschaft die Silbermedaille bei der Weltmeisterschaft 2018 und jeweils eine Bronzemedaille bei der Weltmeisterschaft 2022 und bei den Olympischen Spielen 2024.